# Haunter (film)
Haunter este un film canadian de groază supranatural din 2013 regizat de Vincenzo Natali, scris de Brian King și cu  Abigail Breslin în rolul principal.

## Prezentare
Lisa Johnson este fantoma unei adolescente care devine conștientă că este moartă și bântuie o casă undeva în nordul provinciei Ontario. Împreună cu părinții și fratele ei, care nu știu că sunt morți, ea este blocată în aceeași zi în care au fost uciși în anul 1985. Pe măsură ce devine din ce în ce mai conștientă de situația în care se află, ea își dă seama că poate lua contact cu oameni în alte linii temporale. 

## Distribuție
- Abigail Breslin - Lisa Johnson
- Peter Outerbridge - Bruce Johnson
- Michelle Nolden - Carol Johnson
- Stephen McHattie - Pale Man - Edgar Mullins
  - David Knoll - Young Edgar
- Peter DaCunha - Robert "Robbie" Johnson
- Samantha Weinstein -s Frances Nichols
- Eleanor Zichy - Olivia
- David Hewlett - David - Olivia's Father
- Sarah Manninen - Olivia's Mother
- Martine Campbell - Olivia's Sister
- Michelle Coburn - Mary Brooks
- Tadhg McMahon - Edgar's Father
- Marie Dame - Edgar's Mother